# Friedrich Wilhelm Schultz
Friedrich Wilhelm Schultz (3 de gener de 1804 - 20 de desembre de 1876) va ser un botànic i farmacèutic alemany que va néixer a Zweibrücken.
El 1827 inicià estudis de farmàcia a Múnic, més tard es doctorà i passà a treballar a Tübingen. L'any 1832 obrí la seva pròpia oficina de farmàcia a Bitsch i el 1853 ho va fer a Weissenburg.
Schultz es va especialitzar en la família botànica Orobanchaceae. Una de les seves obres més conegudes va ser sobre la flora del Palatinat, Flora der Pfalz. Amb Paul Constant Billot (1796-1863)va ser coautor de Archives de la flore de France et d'Allemagne.
L'any 1840 junt amb el seu germà, Carl Heinrich Schultz (1805-1867), et al., fundà la societat científica POLLICHIA, un grup especialitzat en els estudis de la natura de la regió Rheinland-Pfalz.